# أوغوستين بيير دوبرانفو
أوغوستين بيير دوبرانفو (ليل 1 سبتمبر 1797 - باريس 7 أكتوبر 1881  ) كان كيميائيًا فرنسيًا.
اكتشف الدوران المتعدد في عام 1844، عندما لاحظ أن الدوران النوعي لمحلول السكر المائي يتغير مع مرور الوقت.     وفي نفس الورقة، حدد أيضًا أن انقلاب السكروز في وجود خميرة البيرة ( Saccharomyces cerevisiae ) لم يكن نتيجة للتخمر. واكتشف لاحقا جزيء الفركتوز العضوي في عام 1847.  واكتشف أيضًا المالتوز، على الرغم من أن هذا الاكتشاف لم يتم تأكيد نسبته إليه حتى أكده في عام 1872 كورنيليوس أوسوليفان.